# Xã White Bear, Quận Ramsey, Minnesota
Xã White Bear (tiếng Anh: White Bear Township) là một xã thuộc quận Ramsey, tiểu bang Minnesota, Hoa Kỳ. Năm 2010, dân số của xã này là 10.949 người.